# Famille Comyn
Ne doit pas être confondu avec Comyn.

Emblème du clan Comyn.

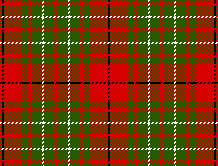
Tartan du clan Comyn.

La famille Comyn, Cumming ou Cumin est un clan écossais probablement d'origine anglo-normande qui joue un grand rôle dans l'Écosse des XIIIe et XIVe siècles.

## Histoire
Le premier membre de la famille connu avec certitude en Angleterre et en Écosse est Guillaume Cumin († vers 1160), un ecclésiastique et administrateur anglo-normand, qui entre au service du roi David Ier d'Écosse comme chancelier d'Écosse à partir de 1136. Il est principalement connu pour avoir tenté d'usurper le siège épiscopal de Durham entre 1141 et 1144.
Bien que ses origines soient obscures, les historiens pensent qu'il est apparenté à une famille de clercs possiblement originaire de Bosc-Bénard-Commin, dans la région de Rouen en Normandie. En 1069, un Robert de Comines (ou Comin, Cumin), comte de Northumbrie depuis quelques mois, est assassiné à Durham. D'après Geoffroy Gaimar, un chroniqueur qui n'est pas contemporain des faits, Robert de Comines est le chef d'une bande de mercenaires flamands. Ceci suggère que son toponyme vient de Comines (près de Lille) alors dans le comté de Flandre. On ne lui connaît aucun lien avec Guillaume Cumin, mais cela pourrait être une explication alternative à l'origine du nom.
Plusieurs membres de la famille Cumin travaillent dans l'administration d'Henri Ier et Henri II d'Angleterre, et sont clercs dans les diocèses de Rouen et de Bayeux. John Cumin († 1212), un important administrateur au service d'Henri II qui devient archevêque de Dublin (en) en 1182, appartient probablement à cette même famille.
Guillaume Cumin favorise la carrière de ses neveux. En échange de son renoncement à l'évêché de Durham, il obtient pour son neveu Richard († 1178) le château et l'honneur de Richmond. Celui-ci est très en faveur auprès de la famille royale écossaise. Il est le primogéniteur des Cumin/Comyn dans ce royaume. Il obtient notamment la seigneurie de Tynedale (Northumberland), puis des terres dans le sud de l'Écosse.
Richard Comyn († 1178), épouse Hextilda de Tynedale, supposée petite-fille du roi Donald III d'Écosse. Cela permettra à son descendant John (II) d'être l'un des treize « compétiteurs » pour le trône vacant d'Écosse en 1290.
Son fils Guillaume († 1233), épouse en secondes noces Marjory (ou Margaret), comtesse de Buchan de son propre droit vers 1212. Il devient donc comte en droit de sa femme. Il étend les intérêts familiaux aux alentours de Glasgow. Il exerce la fonction de shérif de Forfar, et est justiciar d'Écosse en 1205.
Trois branches principales descendent de Guillaume Comyn († 1233) : les Badenoch (éteinte en 1314/16), les Buchan (1308), et les Kilbride (1314/15).
Au XIIIe siècle le principal membre de la famille John Comyn l'Ancien lord de Badenoch faisait partie des prétendants à la couronne. En 1306 son fils John (III) Comyn, est poignardé par un autre prétendant Robert Bruce. Pendant la longue guerre qui s'ensuivit les Comyn héritiers de John (III) sont privés de la plupart de leurs domaines en Écosse.

## Traditions familiales
Les chefs de la branche aînée de la famille, à partir de John (I), seigneur de Badenoch, étaient appelés « Red Comyn », d'après la couleur dominante de leur blason.

## Membres remarquables
- Guillaume Cumin († vers 1160), chancelier d'Écosse en 1136
- Richard Comyn († 1178), primogéniteur des Comyn en Écosse[1]. Il obtient notamment la seigneurie de Tynedale (Northumberland), puis des terres dans le sud de l'Écosse, dans les comtés de Dumfriesshire, Roxburghshire, et Peeblesshire[4]. Il est justiciar de Lothian entre 1173 et 1178, et très fréquemment aux côtés du roi[5]. Il épouse Hextilda de Tynedale, supposée petite-fille du roi Donald III d'Écosse. Cela permettra à son descendant John (II) d'être l'un des treize « compétiteurs » pour le trône vacant d'Écosse en 1290.
- William Comyn († 1233), reçoit du roi les seigneuries de Lenzie et Kirkintilloch dans le nord (vers 1200), puis l'honneur de Buchan (vers 1212). Il devient comte de Buchan en droit de sa seconde femme (de jure uxoris). Il est justiciar d'Écosse à partir des environs 1205 jusque peu avant sa mort[3] ; ainsi que shérif de Forfar (v.1195-v.1212)[3]. Il se marie deux fois, et chacune de ses femmes lui donne une nombreuse descendance. À sa mort, il transmet son patrimoine à son fils aîné de son premier mariage, Walter ; et les terres acquises par son remariage reviennent à Alexandre, le fils aîné de son second mariage.
- John Comyn († 1242), comte d'Angus, de jure uxoris sans postérité.

branche aînée de Badenoch
- Walter Comyn († 1258), comte de Menteith, seigneur de Badenoch, obtient du roi Alexandre II la seigneurie de Badenoch (incluant la seigneurie de Lochaber) entre 1229 et 1234, peut-être en récompense des actions de son père[3]. Pour l'historien britannique Alan Young, il est clair que le roi voit les Comyn comme un moyen de renforcer son autorité dans le nord de son royaume[3]. En 1234, Walter, devenu le chef de la branche aînée des Comyn, épouse Isabelle de Menteith est devient comte de Menteith[3]. De 1237 à sa mort en 1258, il est le baron le plus influent du royaume, et cela lui attire quelques ennuis[3]. C'est son neveu John (I) qui hérite de ses terres[3].
- John (I) Comyn († v. 1277), seigneur de Badenoch
- John (II) Comyn († vers 1302), seigneur de Badenoch, gardien de l'Écosse (1286-1290)
- John (III) Comyn († 1306), seigneur de Badenoch, gardien de l'Écosse (1298-1304)
- John IV Comyn († vers 1314).

branche de Buchan
- Alexander Comyn († 1289), 6e comte de Buchan, fils aîné de Guillaume et de sa seconde femme, succède à son père. Il devient comte de Buchan en 1244, à la mort de sa mère. En 1274-1275, il achète l'office de connétable d'Écosse[6]. Il épouse Élisabeth, l'une des trois filles et cohéritières du grand baron anglo-écossais Roger de Quincy († 1264), comte de Winchester. Ce mariage lui apporte un nombre important de terres dans les régions de Fife, Galloway, dans le Dumfriesshire et le Lothian ; ainsi qu'un grand nombre de terres en Angleterre.
- John Comyn (v.1250-1308), 7e comte de Buchan, meurt sans descendance.

## Généalogie simplifiée
- ?
  - Guillaume Cumin († vers 1160), chancelier d'Écosse en 1136
  - ?
    - Richard Comyn († 1178), seigneur de Tyndale
      - William Comyn († 1233), comte de Buchan de jure uxoris
        - (enfants de sa première épouse)
          - Walter Comyn († 1258), comte de Menteith de jure uxoris, seigneur de Badenoch
          - David Comyn († v. 1246), épouse Isabelle de Valognes, lady d'East Kilbride
            - William Comyn († 1283), seigneur de Kilbride
              - John († av. 1315) et Edmund Comyn († 1314), sans descendance

          - Jeanne Comyn, épouse William de Ross, 2e comte de Ross
          - John Comyn, de jure uxoris comte d'Angus († 1242); épouse vers 1237/1242; Matilda, comtesse d'Angus (née vers 1222, † 1261)
          - Richard Comyn († 1244/49)
            - John (I) Comyn († v. 1277), seigneur de Badenoch
              - John (II) Comyn († vers 1302), seigneur de Badenoch, gardien de l'Écosse (1286-1290)
                - John (III) Comyn († 1306), seigneur de Badenoch, gardien de l'Écosse (1298-1304)
                  - John (IV) Comyn († 1314), seigneur de Badenoch

              - William Comyn († vers 1290), seigneur de Kirkintiloch

        - (enfants de sa seconde épouse)
          - Alexander Comyn († 1289), 6e comte de Buchan
            - John Comyn (v.1250-1308), 7e comte de Buchan

## Possessions des Comyn
À la mort de John (I), son fils John (II) hérite des seigneuries écossaises de Badenoch et Lochaber (dont les places fortes principales sont Ruthven, Lochindorb, et Inverlochy. Il possède peut-être le château de Blair Atholl. Dans le sud du pays, ses possessions sont les seigneuries de Bedrule et Scraesburgh (Roxburghshire) ; Dalswinton et son château (Dumfriesshire); Findogask et Ochtertyre (Perthshire) ; et Machan, dans la vallée de la Clyde. Il est aussi châtelain de Jedburgh et Clunie. À la mort sans héritier de son frère cadet William († v. 1290), il hérite des seigneuries de Lenzie et Kirkintilloch dans l'East Dunbartonshire.
En Angleterre, il possède Tarset et Thornton à Tynedale (Northumberland), et Ulseby (Lincolnshire).